# 卡通体

卡通体（方正）

卡通體是北京方正集團於2001年開發的創意美術字體。因其風格適合應用於卡通而得名。其特點是在採用黑體基本筆型的同時，融入了行書的筆意和形態，使得原有的嚴肅形態顯出活潑。
現在卡通體已應用於一些包裝、卡通書籍及兒童出版物上。